# Josep Maria Fullola Pericot
Josep Maria Fullola Pericot (Barcelona, 1953) es un arqueólogo y prehistoriador español.

## Trayectoria profesional
Su trayectoria científica se ha centrado en el estudio de las sociedades cazadoras-recolectoras. Tras cinco cursos de Filosofía y Letras en la Universidad de Barcelona (1970-75), leyó la tesis de licenciatura (septiembre de 1975), «Análisis tipológico de las industrias de los niveles solutrenses de la Cueva del Parpalló (Gandía, Valencia)». En octubre de 1975 entró en el Departamento de Prehistoria e Historia Antigua de la Universidad de Barcelona como profesor ayudante, y obtuvo en mayo de 1976 una beca predoctoral de tres años. En junio de 1978 leyó la tesis doctoral «La fase media del Paleolítico Superior en el Mediterráneo español», publicada en la serie Trabajos Varios número 60 del Servicio de Investigación Prehistórica de Valencia (SIP) .
En octubre de 1978 reingresó en la UB con un contrato en la Facultad de Filosofía y Letras de Tarragona, adscrita por aquel entonces todavía a la UB. Allí estuvo ocho cursos, y ganó dos oposiciones de Prehistoria, primero a profesor adjunto (nov.1982) y luego a catedrático (dic.1985). En febrero de 1986 ganó la cátedra de Prehistoria de la Facultad de Geografía e Historia en Barcelona, a la que se incorporó el curso 1986-87.
Desde esta nueva posición formó un núcleo investigador potente, el SERP (Seminari d’Estudis i Recerques Prehistòriques), fundado el 15 de octubre de 1987 a partir del programa de excavaciones que ya dirigía en el valle del Montsant desde 1979. Desde aquel momento encabezó distintos proyectos: en el NE peninsular con excavaciones emblemáticas como el Parco (desde 1987) o Montlleó (desde 2000); en el extranjero con intervenciones en la Baja California (1989-1992) y en la zona de Foz Cõa (1999-2001).
Las codirecciones de dichos trabajos y proyectos las asumieron investigadores formados en el SERP también profesores de Prehistoria en la UB. La intención del Dr. Fullola fue siempre la de formar especialistas en diversos campos relacionados con la disciplina, y estabilizarlos laboralmente en plazas docentes. Este logro ha hecho que  actualmente  el SERP tenga un grupo estable de alta cualidad científica a nivel internacional, comprometido en el desarrollo del conocimiento de la Prehistoria.
Su trayectoria docente, en todos los ciclos, ha culminado con la dirección de 22 tesis y 38 trabajos de fin de licenciatura, centrados en la reconstrucción social y económica de los grupos cazadores-recolectores.
En gestión el Dr. Fullola fue director de los Departamentos de Prehistoria en Tarragona (1983-1986) y de Prehistoria, Historia Antigua y Arqueología en Barcelona (1988-1991). La gestión en investigación se concretó con la dirección del SERP desde 1987, la de hasta 9 proyectos trianuales del Ministerio, ininterrumpidamente desde 1987, y la del Grupo de Investigación de Calidad del SERP, renovado desde la primera convocatoria de la Generalitat en 1993.
Dentro de la UB ha formado parte de diversos órganos (Junta Consultiva, Comisiones de Investigación y Económica o la que redactó del Estatuto de la UB en 2003). Por elección forma parte de la Junta de Facultad y del Claustro desde hace varias legislaturas.
La gestión llega hasta el compromiso sindical universitario. Desde 1996 forma parte de la JPDI de la UB en representación de CSIF. También preside la Asociación de Catedráticos de la UB.
Para finalizar con aspectos significativos, hay que mencionar su dedicación a la historiografía (con diversos libros y artículos), la difusión (con manuales universitarios, comisariado de exposición y obras de divulgación) y la evaluación de la investigación y la docencia (ANECA, ANEP, AQU, AGAUR, AVAP, y diversas agencias en Francia, Bélgica, Portugal y la UE). Internacionalmente destacaremos que es presidente de la comisión de Paleolítico superior de la UISPP. Desde 2012 dirige la UIMIR, una universidad internacional en Menorca.
Como resumen de sus actividades científicas cabe destacar sus 132 artículos en revistas, 80 en actas de congresos, 136 en otras revistas y 126 conferencias impartidas.